# Hôpital Delta
Pour les articles homonymes, voir Delta et CHIREC.
L’hôpital Delta, situé boulevard du Triomphe à Auderghem (Bruxelles), fait partie du groupe hospitalier Chirec.

## Historique et description
Les terrains sur lesquels fut bâti l'hôpital Delta appartenaient principalement à la SNCB. De part et d'autre du triangle délimité par les lignes 26 (Schaerbeek-Hal), 160 (Bruxelles-Namur) et 161 (Bruxelles-Namur) se trouvait un important atelier de réparation dont certains bâtiments avaient été construits par les Allemands qui avaient créé une base de zeppelins sur la plaine des manœuvres, actuel campus de la Plaine. En 2010, la SNCB a fermé et démoli l'atelier de réparation de Delta. Les terrains situés entre le boulevard du Triomphe et la courbe Etterbeek-Delta ont été dévolus à la construction d'un nouvel hôpital.
L'hôpital Delta a été officiellement inauguré le samedi 27 janvier 2018. Il s’agit du premier site hospitalier totalement neuf construit en région bruxelloise depuis 40 ans. Il est la fusion entre les cliniques Edith Cavell et Parc Léopold, qui sont elles réorganisées en polycliniques, leurs activités d’hospitalisation étant transférées vers le site Delta. L’hôpital Delta possède 545 lits et 28 salles opératoires entièrement digitalisées. L’hôpital s'attend à enregistrer plus de 3 000 naissances par an dans son département maternité,.
Le rez-de-chaussée est un espace commercial : pharmacie, opticien, audiologiste, restaurant, coin presse et cadeaux, Carrefour Express ainsi qu'un guichet de l’état civil (bureau des déclarations des naissances et des décès) de l'administration commune d’Auderghem.

## Accès
| ___ | Ce site est desservi par la station de métro : Delta. |

Une gare SNCB, desservie par deux paires de trains par heure, ainsi qu'un arrêt de bus de la ligne 71 et des bus De Lijn complètent la station du métro.